# (500887) 2013 JO65
(500887) 2013 JO65, também escrito como (500887) 2013 JO65, é um objeto transnetuniano que está localizado no Cinturão de Kuiper, uma região do Sistema Solar. Este corpo celeste é classificado como um cubewano. Ele possui uma magnitude absoluta de 8,0 e tem um diâmetro estimado de 96 quilômetros.

## Descoberta
(500887) 2013 JO65 foi descoberto no dia 7 de maio de 2013 pelo Outer Solar System Origins Survey.

## Órbita
A órbita de (500887) 2013 JO65 tem uma excentricidade de 0,082 e possui um semieixo maior de 42,574 UA. O seu periélio leva o mesmo a uma distância de 39,087 UA em relação ao Sol e seu afélio a 46,061 UA.